# Хожев (Лодзинське воєводство)
Хожев (пол. Chorzew) — село в Польщі, у гміні Келчиґлув Паєнчанського повіту Лодзинського воєводства.
Населення — 900 осіб (2011).
У 1975-1998 роках село належало до Серадзького воєводства.

## Демографія
Демографічна структура станом на 31 березня 2011 року:
|          | Загалом | Допрацездатний вік | Працездатний вік | Постпрацездатний вік |
| -------- | ------- | ------------------ | ---------------- | -------------------- |
| Чоловіки | 440     | 70                 | 309              | 61                   |
| Жінки    | 460     | 75                 | 253              | 132                  |
| Разом    | 900     | 145                | 562              | 193                  |